# 二本柳俊衣
二本柳 俊衣（にほんやなぎ としえ、1944年5月3日 - ）は、日本の女優。東京都出身。旧芸名＝二本柳敏恵。父は俳優の二本柳寛、母は元宝塚歌劇団男役で宝塚歌劇団19期生の社敬子。

## 人物
大東学園高等学校卒業。1963年に劇団俳優座養成所に15期生として入所する。同期に原田芳雄、赤座美代子、前田吟らがいる。
1966年に卒業。二本柳敏恵を芸名にして、1968年に芸能界に入り、映画、テレビドラマなどで活躍する。テレビドラマでは時代劇に多数出演している。
1973年に二本柳俊衣と改名した。

## 主な出演作品

### 映画
- 鮮血の賭場（1968年、日活） - 雪野
- 女浮世風呂（1968年、日活） - 初江
- 秘帳 女浮世草紙（1968年、日活） - とよ
- やくざ非情史 血の盃（1969年、日活） - 土井芳江

### テレビドラマ
- 柔一筋（1965年、NTV / 日本電波映画）
- ライオン奥様劇場 （CX）
  - 愛よふたたび（1967年） - 滝村百合子
  - 女の坂道（1973年） - 秀竜
  - 母人形（1974年）
- 銭形平次 （CX / 東映）※大川橋蔵版
  - 第72話「五十両うら表」（1967年） - お道
  - 第85話「小判と簪」（1967年） - 八重
  - 第169話「仮面の女」（1969年） - お妙
  - 第268話「指政の死」（1971年） - お早代
  - 第544話「明日の行方」（1976年） - おもん
- 特別機動捜査隊 （NET / 東映）
  - 第322話「寒いクリスマス」（1967年）
  - 第393話「白いアリランの花」（1969年）
- 風 第13話「絵姿五人小町」（1967年、TBS / 松竹）
- 連続テレビ小説 / 旅路（1968年、NHK）
- 三匹の侍 第6シリーズ 第20話「あぶら花」（1969年、CX） - おなつ
- 帰って来た用心棒 第33話「陰の女」（1969年、NET / 東映京都テレビプロ） -芸者・よし富
- 五人の野武士 第21話「人には人の夢がある」（1969年、NTV / 三船プロ）
- 無用ノ介 第7話「無用ノ介世直し不動にあう」（1969年、NTV / 国際放映）
- 素浪人 花山大吉 （NET / 東映）
  - 第18話「渦まで左に巻いていた」（1969年） - お浜
  - 第74話「祝言挙げたら嫁逃げた」（1970年） - おみね
- 霧のロマン 小樽の女（1969年、NET / 東映）
- 五番目の刑事 第24話「白い花びらのブルース」（1970年、NET / 東映）- トシ
- 剣豪 第3話「竜馬を斬った凄い奴」（1970年、NET / 東映）
- 青春太閤記 いまにみておれ!（1970年、NTV / 歌舞伎座テレビ室） - とも
- 江戸川乱歩シリーズ 明智小五郎 第21話「復讐のメロディーが聞こえる」（1970年、12ch / 東映） - 木下美沙
- 大江戸捜査網 （12ch / 日活→三船プロ）
  - 第9話「過去を持つ女」（1970年）- お雪
  - 第31話「暁の二十七人斬り」（1971年）- 美乃
  - 第88話「小指に賭けためおと傘」（1972年）- お時
  - 第163話「黒手首におびえる女」（1974年） - おひさ
  - 第173話「悲恋 黒絵馬の女」（1975年） - 小仙
  - 第232話「江戸に吹く凶悪の嵐」（1976年） - お袖
  - 第272話「十手に賭けた怨み節」（1976年） - 菊乃
  - 第287話「連続放火魔の謎」（1977年） - おきち
  - 第422話「大奥に棲む女夜叉」（1982年） - 明日香の局
- 大忠臣蔵（1971年、NET / 三船プロ） - お梅
- 水戸黄門 （TBS / C.A.L）
  - 第2部 第19話「浪人街の決闘 -諏訪-」（1971年2月1日） - お久
  - 第3部 第10話「泣く子にゃ勝てぬ黄門さま -吉田-」（1972年1月31日） - 於
  - 第5部 第22話「八兵衛女難 -福岡-」（1974年9月2日） - おせん
  - 第6部（1975年）
    - 第22話「父恋し伊勢参り -伊勢-」- お照
    - 第28話「めぐり逢い -鎌倉-」 - お照
- 人形佐七捕物帳 第9話「怪談・花扇人形」（1971年、NET / 東宝） - 花扇、春風霞
- 遠山の金さん捕物帳 （NET / 東映）
  - 第54話「握られた女」（1971年） - お八重
  - 第135話「冥土から帰った男」（1973年） - お菊
- 怪奇十三夜 第11話「釘を打つ女」（1971年、NTV / ユニオン映画）
- 一心太助（1971年 - 1972年、CX） - お駒
- 大岡越前 （TBS / C.A.L）
  - 第2部 第26話「脅迫者」（1971年11月8日） - おせん ※ 二本柳敏恵名義
  - 第3部 ※ 二本柳敏恵名義
    - 第24話「人情の罠」（1972年11月27日） - おきぬ
    - 第30話、第31話「享保太平記（前・後篇）」（1973年1月8日、15日） - お熊

  - 第4部 第17話「友情」（1975年1月27日） - お糸 ※ 二本柳敏恵名義
  - 第5部 第19話「復讐に燃える女」（1978年6月12日） - おけい
  - 第7部 第26話「鬼より恐い古証文」（1983年10月17日） - おたき
- 連続テレビドラマ（CBC）
  - 落葉樹（1972年）
- 紫頭巾（1972年、12ch / 松竹） - おえん ※ 二本柳敏恵名義
- 二人の素浪人 第17話「天竜に怨を流せ」（1972年、CX / 東映） - 梅沢雪乃 ※ 二本柳敏恵名義
- 荒野の素浪人 （NET / 三船プロ）
  - 荒野の素浪人 第1シリーズ 第56話「必殺 黒馬谷の対決」（1973年）
  - 荒野の素浪人 第2シリーズ 第30話「島破り」（1974年）
- 必殺シリーズ （ABC / 松竹）
  - 必殺仕掛人 第25話「仇討ちます討たせます」（1973年） - お雪
  - 必殺必中仕事屋稼業 第7話「人質勝負」（1975年） - おしん
  - 必殺仕業人 第2話～第6話（1976年） - お澄
- 太陽にほえろ! 第43話「きれいな花にはトゲがある」（1973年、NTV / 東宝） - 西田とも子
- 若さま侍捕物手帖 第8話「細腕の殺し屋」（1973年、KTV） - 小りん
- 江戸を斬るシリーズ  （TBS / C.A.L）
  - 江戸を斬る 梓右近隠密帳 第3話「天下の一大事」（1973年） - お紋 ※
  - 江戸を斬るII 第16話「燃える牢獄」（1976年） - お浜 ※西郷輝彦版
  - 江戸を斬るIII 第25話「掠奪された御用金」（1977年） - 小染
  - 江戸を斬るIV 第19話「狙われた死神」（1979年） - お絹
  - 江戸を斬るV 第1話「江戸を斬るV」（1980年） - お浜
- 右門捕物帖 第37話「お島恨み節」（1974年、NET / 東映）
- 影同心 第10話「油地獄の殺し節」（1975年、MBS / 東映） - おふさ
- 破れ傘刀舟悪人狩り (NTV / 三船プロ）
  - 第46話「鞭を振る女」（1975年) - お銀
  - 第67話「初姿おんな鉄火纏」 （1976年) - お駒
- 伝七捕物帳 （NTV / ユニオン映画）
  - 第95話「人情むらさきのれん」（1976年） - お銀
  - 第137話「百叩き一両小判」（1977年） - おえん
- お耳役秘帳 第10話「くの一けもの宿」（1976年、KTV / 歌舞伎座テレビ） - お夕
- 江戸の旋風シリーズ（CX）
  - 同心部屋御用帳 江戸の旋風III 第14話「罠には罠を!」（1977年）
  - 新・江戸の旋風 第13話「危うし母子! 絵図面の謎」（1980年） - おとき
- 破れ奉行 第20話「幕府海軍異状あり」（1977年、ANB） - おつや
- 吉宗評判記 暴れん坊将軍 （ANB / 東映）
  - 第111話「咲け!姥捨山の恋」（1980年） - 賢光院
  - 第188話「嵐を呼んだめ組の花嫁」（1981年） - おえん
- ザ・ハングマン 燃える事件簿 第1話「七つの黒バラ」（1980年、ABC / 松竹） - 梅野
- 新五捕物帳 （1981年、NTV / ユニオン映画）
  - 第154話「返す十手の心意気」
  - 第167話「宿命に泣いた女」
- 時代劇スペシャル / 素浪人罷り通る 暁の死闘（1982年、CX / 三船プロ）
- 鬼平犯科帳'82 第15話「夜狐」